# ウィーン娘

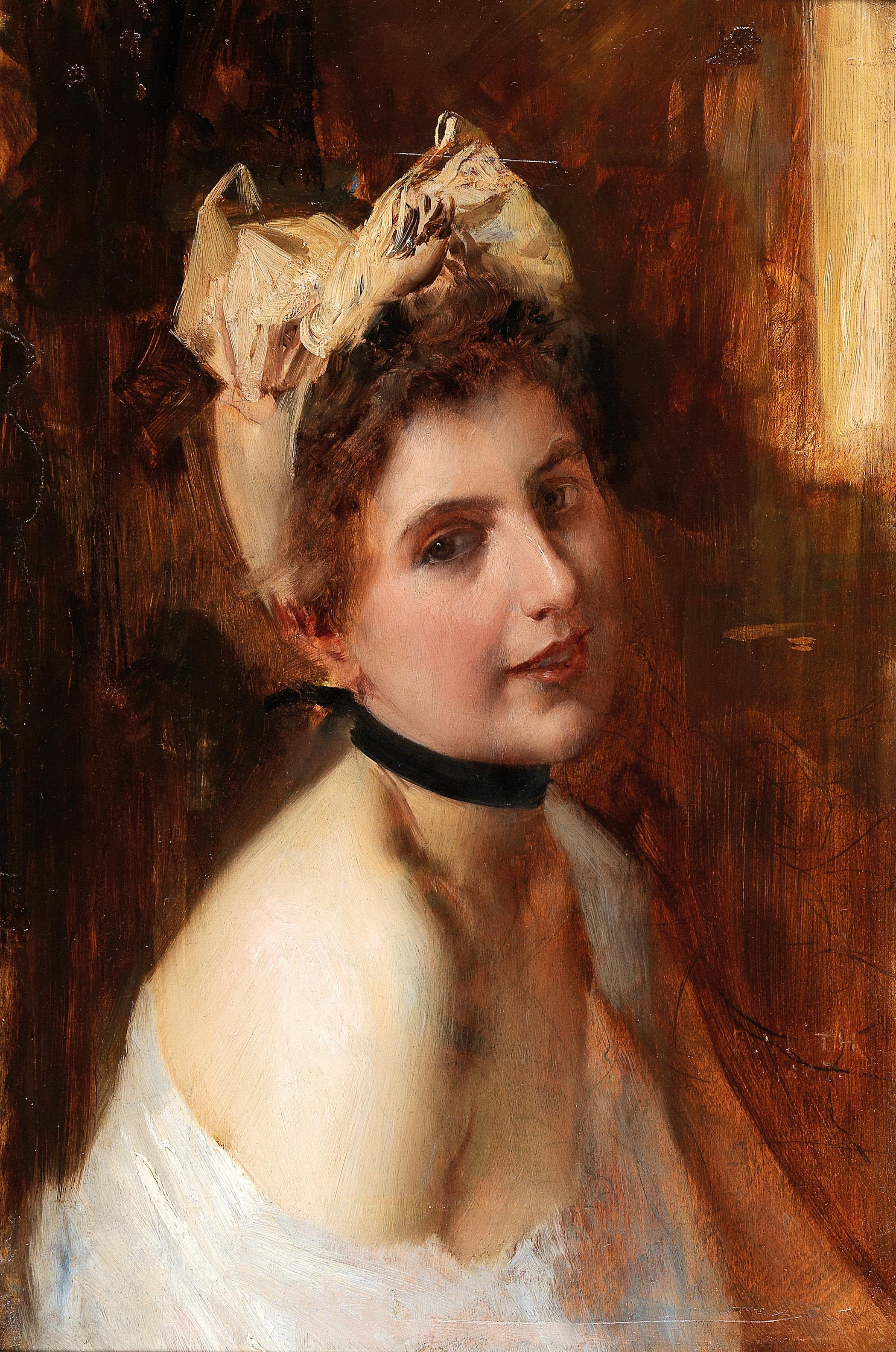
エドゥアルト・ファイス画『ウィーン娘』（1895年頃）

『ウィーン娘』（ウィーンむすめ、ドイツ語: Weaner Madl'n）作品388は、カール・ミヒャエル・ツィーラーが作曲したウィンナ・ワルツ。

## 解説
1887年10月30日、ラントシュトラーセにあったドレーアー館で初演された。好評を博して6回アンコールされ、ツィーラーの代表作のひとつとなった。ヨーゼフ・バイヤーのバレエ『ウィーン巡り』改訂版でも、追加楽曲として登場している。
このワルツから曲名を借用して、1949年に『ウィーン娘』と題した作曲者ツィーラーの伝記映画がオーストリアで制作されている。